# Hermosa juventud
Hermosa juventud è un film del 2014 diretto da Jaime Rosales.